# مائورو ناواس
مائورو ناواس (انگلیسی: Mauro Navas؛ زادهٔ ۲۰ اکتبر ۱۹۷۴) بازیکن سابق فوتبال اهل آرژانتین است که در پست دفاع راست و مربی فعلی جوانان در بوکا جونیورز بازی می‌کرد.